# ایندولین
ایندولین (به انگلیسی: Indoline) با فرمول شیمیایی C۸H۹N یک ترکیب شیمیایی با شناسه پاب‌کم ۱۰۳۲۸ است. شکل ظاهری این ترکیب، Clear green liquid است.